# Симулятор життя

Spore, один з найвідоміших симуляторів життя. Гравець керує розвитком власноруч створеної істоти

Симулятор життя (англ. Life simulation game, або artificial life games) — піджанр симуляційних відеоігор, в іграх якого гравець живе чи контролює життя одного чи більше живих створінь. Гра може бути зосереджена як на персонажах та їх відносинах, так і на симуляції цілої екосистеми.

## Історія
Попередником симуляторів життя був клітинний автомат «Життя» 1970 року. Однією з перших комерційних ігор жанру була Little Computer People 1985 року для Commodore 64, яка надихнула Вілла Райта на створення серії The Sims.  У середині 1990-х, з розвитком програмування штучного інтелекту, з'явилися віртуальні тварини, такі як Petz і Тамагочі. Приблизно в той самий час виникла серія Creatures(Істоти), де геймплей фокусується на зародженні іншопланетних істот, навчанні їх виживанню, допомозі їм у дослідженні світу і захисті від інших видів. 2000-го року The Sims вдосконалила формулу Little Computer People і стала найуспішнішим симулятором життя на той час. У ній гравець може створювати віртуальних людей і контролювати їх життя. У 2008 році вийшла гра Spore, в якій гравець розвиває іншопланетну істоту з рівня бактерії до космічної цивілізації.

## Різновиди

### Цифрові домашні тварини
Цифрові домашні тварини є піджанром симуляторів життя, де гравець тренує, підтримує життя і спостерігає за симуляцією тварини. Істоти в таких іграх можуть бути як реальними так і фантастичними. На відміну від біологічних симуляторів, які більше зосереджуються на численних групах організмів, цифрові домашні тварини, як правило, дозволяють гравцям взаємодіяти з однієї або декількома істотами. Цифрові домашні тварини не завжди можуть померти, хоча є й винятки, де істоти помирають якщо ігноруються, або при поганому поводженні з ними.
Цифрові домашні тварини зазвичай мають милий вигляд і володіють цілим спектром емоцій і поведінки, через які спілкуються з гравцем. З усім тим, ця поведінка є лише запрограмованою.
Існують прості електронні ігри, такі як тамагочі, але є також численні складні, в тому числі онлайн, такі як Neopets.

### Біологічні симулятори
Деякі симулятори дозволяють гравцям управляти істотами протягом кількох поколінь і прагнути до досягнення цілей для популяції в цілому. Ці ігри називаються генетичними симуляторами життя, або біологічними симуляторами. Гравці можуть схрещувати істот, які мають слушний набір генів, що визначають характеристики істот. Деякі ігри такого типу передбачають мутації через випадкові або екологічні фактори, які можуть принести користь популяції. Істоти зазвичай мають коротку тривалість життя, так в серії Creatures організми можуть жити від пів години до більш ніж семи років. Гравці можуть просто спостерігати як природний відбір формує популяцію, але можуть і взаємодіяти з істотами шляхом схрещування певних осіб, зміни навколишнього середовища, або шляхом виведення нових істот на їх основі.
Так в SimLife гравець бере на себе роль капітана і еколога на зорельоті Arkworld, завданням є виживання колонії чужорідних форм життя на недавно виявленій планеті. Для здійснення цього можуть бути додані тварини й рослини з трюму Arkworld з метою створення самопідтримуваної екосистеми. Arkworld містить до двохсот видів тварин і рослин і має обмежений набір інструментів генної інженерії, які не обов'язково роблять внесені зміни корисними. Гра триває, поки всі місцеві тварини не загинуть або екосистема не залишатиметься стабільною 65000 ігрових днів. Присутня опція збереження прогресу.
Інша група біологічних симуляторів імітує життя конкретної тварини, роль якої приймає гравець (а не імітує цілу екосистему, керовану гравцем). До них належать Wolf і його продовження Lion, подібна гра WolfQuest, і серія навчальних ігор Odell.
Крім того є ігри, які не відтворюють реальність з її законами біології чи еволюції: до них належать  Evolution: The Game of Intelligent Life і Spore (2008). Наприклад, в Spore фактори навколишнього середовища не впливають на розвиток підконтрольних істот, натомість гравець сам змінює істот відповідно до свого бажання і доступних інструментів.

### Гра в бога
Такі ігри дозволить гравцям взяти на себе роль бога, подібно богам з міфології Стародавньої Греції. Джерелом сили гравця є поклоніння йому народів, зазвичай простого або племінного характеру. Кількість енергії або мани залежить від розміру і процвітання населення вірян. Гравець може використовувати свої сили, щоб допомогти своїм шанувальникам, наприклад сприяти хорошому врожаю чи захищати від загарбників. Це призводить до позитивного зворотного зв'язку, де більше сили дозволяє гравцеві досягти зростання і процвітання населення, яке дає ще більше сили. Проте, більш потужні здібності як правило, вимагають більше енергії, і мають форму природних лих, спрямованих проти ворогів. В грі в бога зазвичай використовують вигляд зверху чи перспективу. Інколи гравці можуть конкурувати з іншими гравцями за прихильників.

### Соціальні симулятори
Соціальні симулятори відтворюють соціальні взаємодії між істотами. Найвідоміший приклад з цього жанру The Sims. Ці ігри іноді називають «віртуальний ляльковий будиночок».

## Найвизначніші ігри

### Біологічні симулятори
- Серія Creatures
- Evolution: The Game of Intelligent Life — симулятор еволюції
- Lion — продовження гри Wolf, симулятор життя лева
- Odell Lake — симулятор життя риби
- SimAnt — симулятор життя мурашки від компанії Maxis
- SimEarth — симулятор розвитку життя на планеті
- SimLife — гра від Maxis, що включає експерименти з генетикою
- Spore — симулятор еволюції
- Wolf — симулятор життя вовка
- WolfQuest — 3D-симулятор життя вовка

### Соціальні симулятори
- 7 Sins
- Alter Ego
- Animal Crossing
- Eccky
- Серія Harvest Moon
- Серія Virtual Villagers
- Jones in the Fast Lane — один з перших симуляторів життя, розроблений Sierra Entertainment
- Little Computer People
- My Life My Love — симулятор життя для Nintendo Entertainment System
- Real Lives — навчальна програма, що симулює життя випадково згенерованої сучасної людини
- Second Life — MMORPG-симулятор життя
- The Sims,The Sims 2,The Sims 3,The Sims Medieval — найвідоміші та найпопулярніші представники жанру, розроблені Maxis; популярність The Sims викликала появу великої кількості схожих ігор, наприклад, Singles
- ERepublik — симулятор життя, онлайн стратегія, де кожний гравець — громадянин будь-якої країни.
- Playboy: The Mansion — еротичний симулятор життя, надає можливість брати участь у житті популярного журналу, організовувати проби та фотосесії.
- Singles — еротичний симулятор життя, так званий «дорослий Сімс».
- Відчайдушні домогосподарки — симулятор життя за однойменним серіалом.